# Neximyia picta
Neximyia picta là một loài ruồi trong họ Tachinidae.